# Mosta
Mosta (en maltais Il-Mosta) est une localité de Malte d'environ 20 000 habitants, située dans le centre de Malte, lieu d'un  conseil local compris dans la région région Nord.

## Géographie
Mosta est située dans une plaine entourée de terres agricoles fertiles. Mosta, située sur la route principale de La Valette à Cirkewwa, est traversée quotidiennement par une grande quantité de trafic qui traverse l'île d'un côté à l'autre. Mosta est à 9 km de La Valette.
Mosta connaît un développement incessant, avec de nouveaux bâtiments érigés chaque jour et une communauté d’affaires active et en croissance. La population est d'environ 18 000 habitants, l'une des plus élevées des îles maltaises, dynamisée ces dernières décennies par la création de nouveaux lotissements (Santa Margerita, Tal-Blata l -Ggħja, Ta' Mlit, Iz-Żokrija).
La devise de Mosta Spes Alit Ruricolam, qui signifie « L'espoir renforce l'agriculteur », témoigne du passé rural de la localité. Mais aujourd'hui, l'urbanisation a progressé, s’étendant aux anciennes zones rurales de Mostin.
| Mġarr            | San Pawl il-Baħar |        |
| Ir-Rabat (Malte) | Il-Mosta          | Naxxar |
|                  | Attard            | Lija   |

## Toponymie
Le nom il-Mosta a deux origines plausibles,  mais il n'a pas encore été établi laquelle est la bonne. La première version est proposée par l’architecte George Grognet de Vasse, qui a conçu la célèbre Rotonde de Mosta : selon cet architecte, il-Mosta vient d’un mot local signifiant « caché », qui fait référence au site où se trouve cette ville, une plaine entourée de collines où la ville se dissimule. La deuxième hypothèse porte sur le mot arabe musta qui signifie « central » ou « moyen » : selon cette version, le nom vient de la position du site au centre de l'île de Malte.

## Histoire
Mosta est habitée depuis la Préhistoire. Les dolmens dans les limites de Mosta et les ornières de charrettes en sont les principales preuves. Chaque dolmen est composé de deux pierres dressées rectangulaires et une autre pierre similaire positionnée horizontalement au-dessus des deux autres.
Au Moyen Âge, Mosta était un petit hameau parmi d'autres, chacun peu peuplé. Ces petits villages étaient Raħal Calleja, Raħal Ħobla, Raħal Pessa ou Pise, Raħal Sir, Raħal Kircipulli, Raħal Brabar et Raħal Dimech. Au XVIe siècle, ces hameaux perdirent de l'importance et Mosta en devint le village principal. La visite apostolique de Mgr Pietro Dusina en 1575 a indiqué que même l'église dédiée à l'Assomption qui se trouvait à Mosta était si importante dans la région qu'elle était appelée à tort « église paroissiale ». Cette année-là, 580 personnes vivaient à Mosta.

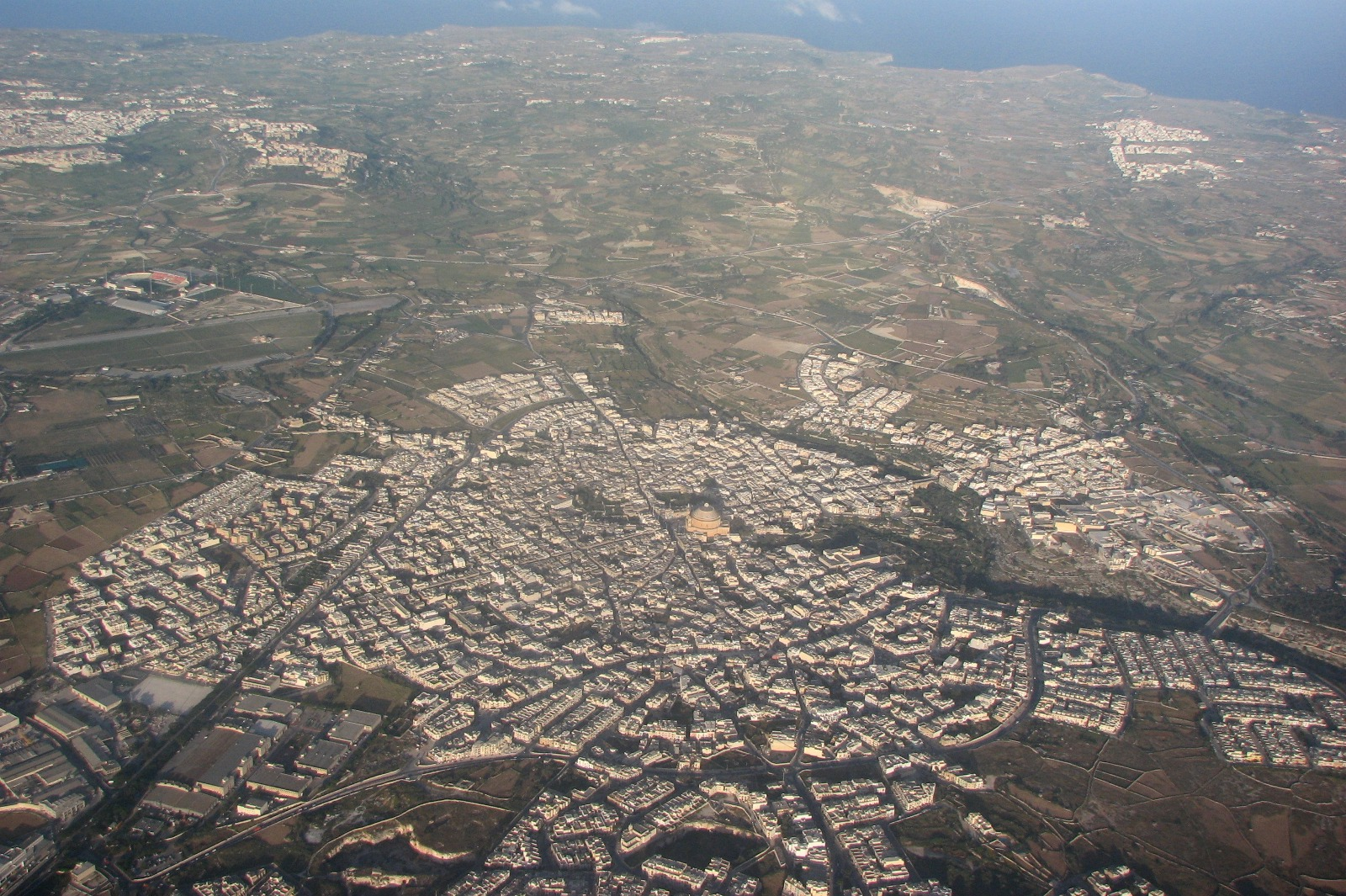
L'agglomération de Mosta, vue du ciel.

À l'époque contemporaine, Mosta voit la construction de nombreux bâtiments. À la périphérie de l'ancienne Mosta se trouvent de nouvelles zones résidentielles appelées Santa Margerita, Tal-Blata l-Għolja, Iż-Żokrija, Is-Sgħajtar et Ta' Mlit. Cela signifie que la population de Mosta est en augmentation continue. Mosta est également devenue un centre commercial animé. Tous ces développements ont fait de Mosta une grande ville selon les normes locales, et elle est aujourd'hui l'une des plus grandes des îles maltaises.
Mosta se trouvant au centre de Malte, elle est traversée par lignes de bus en direction de Buġibba, Burmarrad, St. Paul's Bay, Qawra, Xemxija, Mġarr, Ċirkewwa, Mellieħa et d'autres localités vers le Nord.
La ville a plusieurs légendes telles que La Mariée de Mosta (L-Għarusa tal-Mosta), et un certain nombre de lieux historiques tels que les lignes Victoria (fortifications anglaises du XIXe siècle) et des chapelles médiévales.
Mosta a ses propres scouts et guides, deux clubs de musique (Nicolo' Isouard et Santa Marija) et deux usines de feux d'artifice. Une grande partie du trafic passe par Constitution Street, l'une des rues principales de Mosta, reliant le sud au nord de Malte.

## Patrimoine et culture

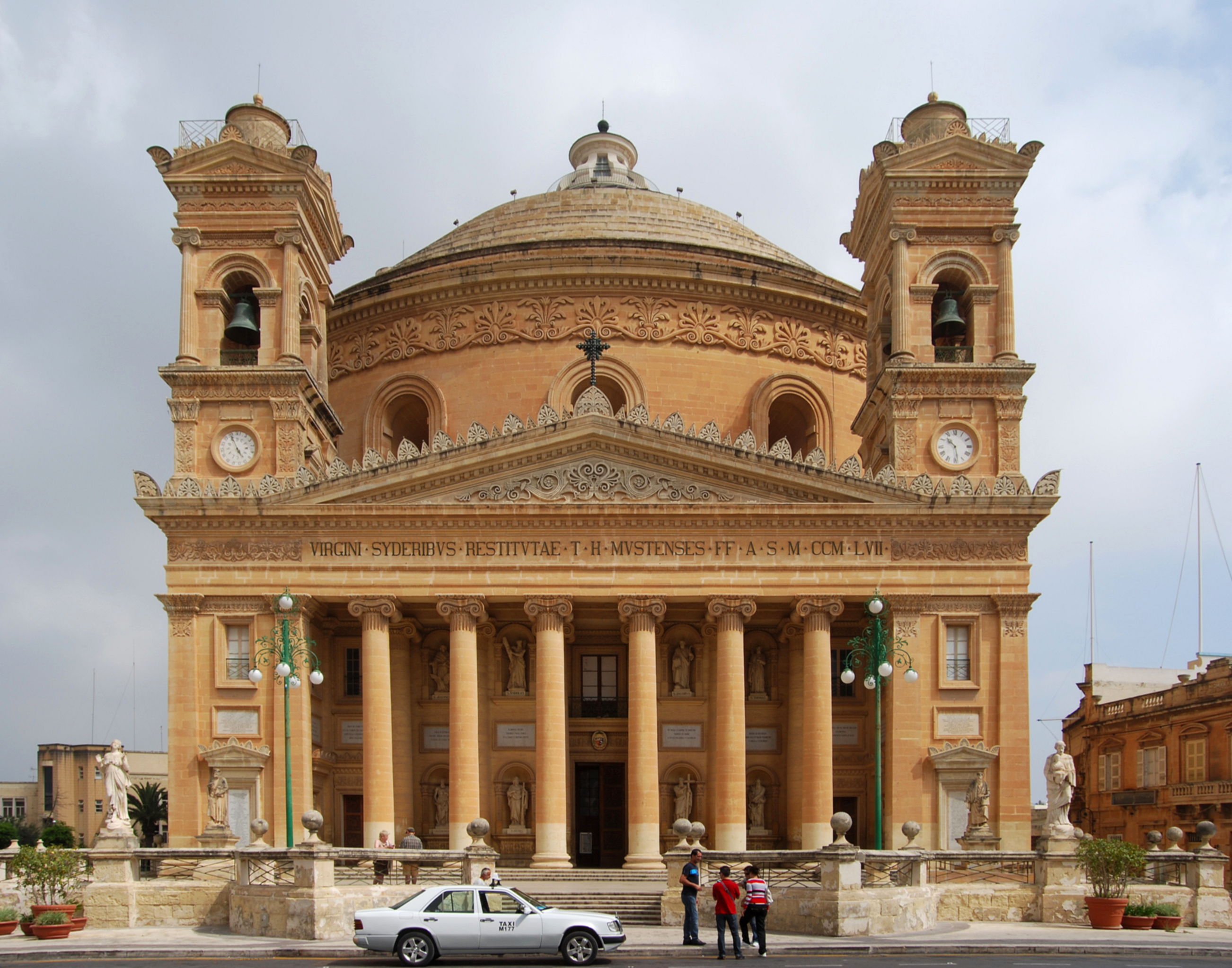
Dôme de Mosta

### Rotonde Sainte-Marie
Mosta est surtout connue pour son église paroissiale, la Rotonde Sainte-Marie, qui possède l'un des plus grands dômes au monde. Cette église faillit être détruite au cours de la Seconde Guerre mondiale, le 9 avril 1942 par une bombe des forces de l'Axe qui a percé le dôme mais n'a pas explosé. Le détonateur a été retiré et aujourd'hui, une bombe identique y est exposée en souvenir de ce jour.

### Chapelle Speranza
La chapelle Speranza, proche de la vallée du même nom, construite au XVIIIe siècle, est le sujet d'une légende voulant que pendant une invasion des Turcs, une jeune fille et sa sœur gardant des moutons se sauvèrent des envahisseurs. Bien qu'une jeune fille pût facilement s'échapper, sa sœur, qui boitait légèrement, dut se cacher dans une grotte qui se trouve sous la chapelle. Celle-ci pria Notre-Dame afin qu'elle la protège et celle-ci intervint immédiatement en dépêchant une araignée pour tisser une toile dans l'entrée de la grotte. Quand les Turcs y arrivèrent, ils virent la grotte où la jeune fille s'était réfugiée, mais n'y entrèrent pas pour la chercher, croyant qu'elle ne pouvait pas y être puisque la toile de l'araignée était intacte.

### Autres monuments
Monument du Lion

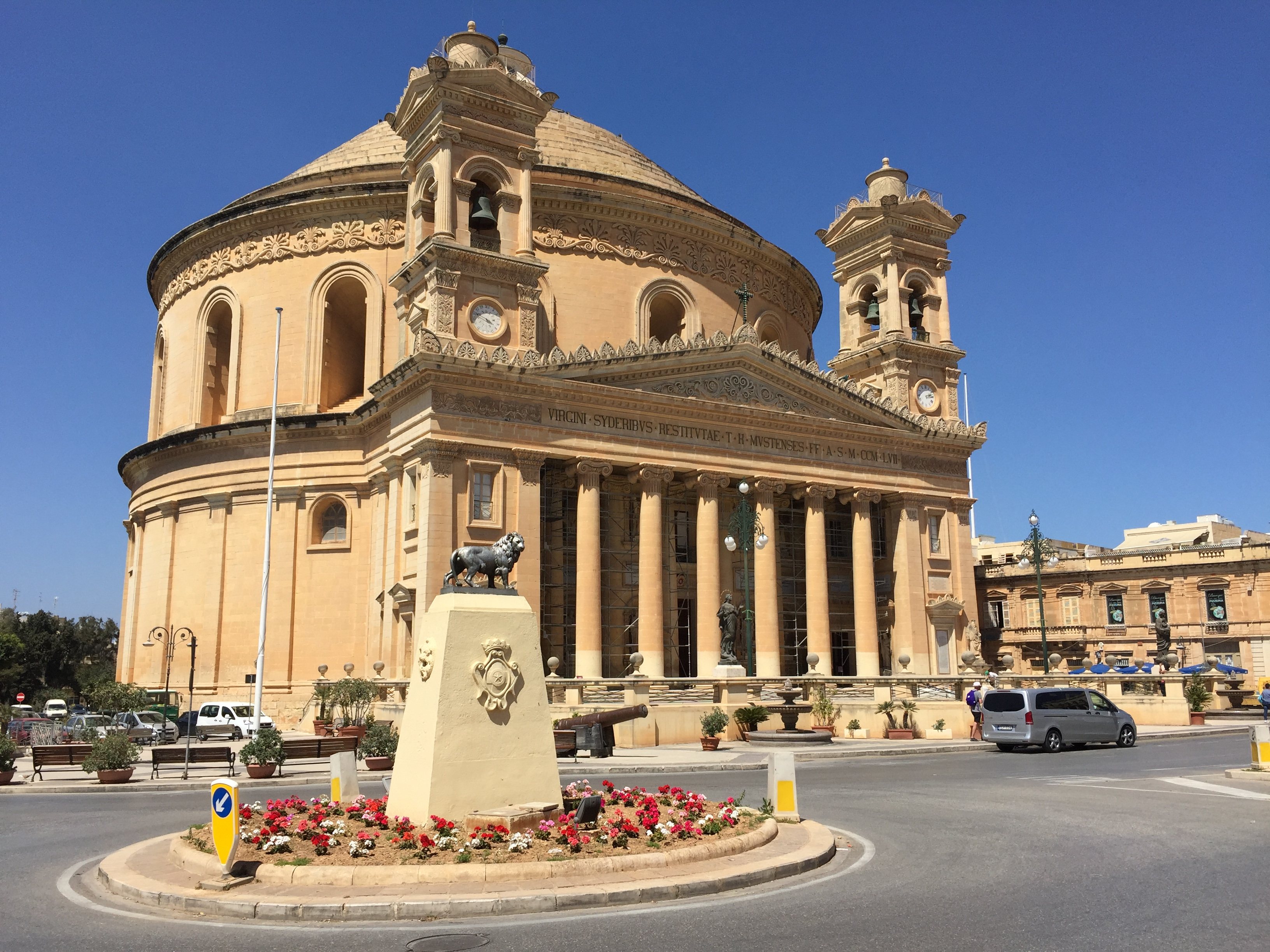
Le monument au Lion, au milieu du rond-point.

Le lion en fonte qui orne la place de Rotonde faisait autrefois partie d'une fontaine qui se trouvait à l'origine à Sliema, réalisée en France à la fonderie du Val d'Osne. Le piédestal porte les armoiries de Mosta et de Malte indépendante.

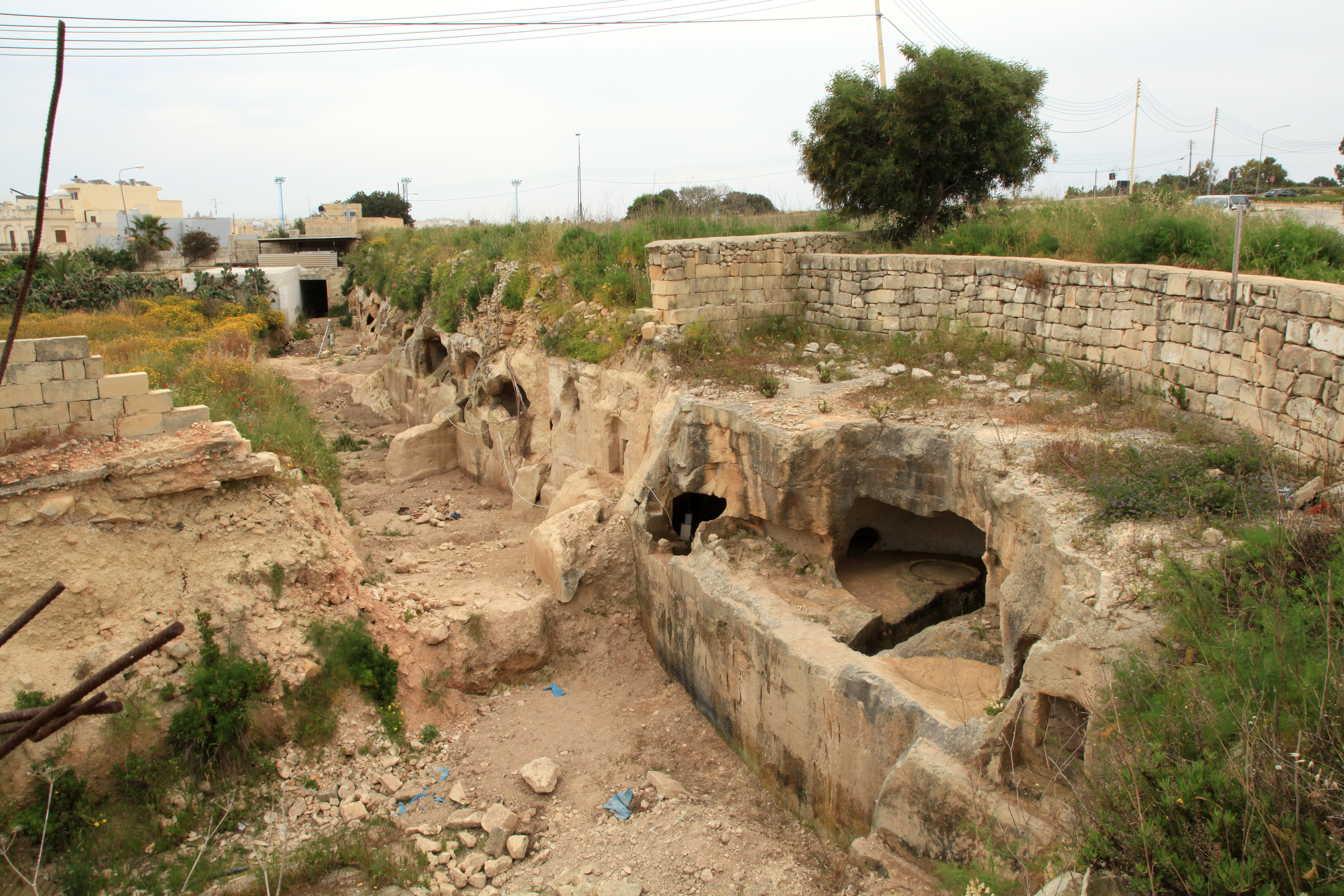
Catacombes de Ta' Bistra
Les catacombes de Ta' Bistra, situées à Triq il-Missjunarji Maltin, à Mosta, sont le plus grand ensemble de catacombes trouvées à ce jour après celles de Rabat. Ces catacombes ont été mentionnées dès les années 1800, mais n'ont été étudiées qu'en 1933 par le capitaine Charles Zammit, avant qu'une partie du site ne soit recouverte par une nouvelle route menant à Burmarrad. D'autres études en 2004, 2013 et 2014, ont redonné vie au site avec de nouvelles découvertes et de nouvelles interprétations.
Tour Cumbo
La tour Cumbo (en) est une résidence fortifiée du Moyen Âge. Dans le parc se trouve un petit tombeau familial chrétien de l'époque romaine,.
Dolmens de Wied Filep
Deux dolmens de l'âge du bronze peuvent être vus dans un champ, entre Vjal Ragusa et Dawret il-Wied.

### Personnes notables
- Anthony Mamo (1909-2008), ancien Gouverneur général et président maltais, décédé à Mosta.
- Bernard Grech (1971-), homme politique et chef du Partit nationaliste, réside à Mosta.

## Jumelages
- Millbrae (États-Unis)
- Raguse (Italie)